# Глуховцы (посёлок)
Глу́ховцы (укр. Глухівці) — посёлок, входит в Казатинский район Винницкой области Украины.
Население по переписи 2001 года составляло 56 человек. Почтовый индекс — 22130. Телефонный код — 4342. Занимает площадь 6,38 км². Код КОАТУУ — 521455503.

## Местный совет
22130, Вінницька обл., Козятинський р-н, смт. Глухівці, вул.Шкільна, 41, тел. 3-15-23, 3-15-24  (укр.)